# ASB Bridge
Die ASB Bridge (Abk. für Armour-Swift-Burlington Bridge) ist eine eingleisige Eisenbahnbrücke über den Missouri River zwischen North Kansas City und Kansas City im US-Bundesstaat Missouri. Sie wurde von J. A. L. Waddell entworfen und bis 1911 gemeinsam von der Armour & Company, der Swift & Company und der Chicago, Burlington and Quincy Railroad errichtet. Die Fachwerkbrücke mit Hubbrücke war eine Doppelstockbrücke mit einer vierspurigen Straßenebene im oberen und einer zweigleisigen Eisenbahnebene im unteren Bereich. Sie war die erste Straßenverbindung über den Missouri in Kansas City und führte bis zur Eröffnung der benachbarten Heart of America Bridge 1987 die Missouri Route 9. Bis 1948 führten über die Straßenebene auch zwei Straßenbahngleise einer Interurban, deren Betrieb aber schon 1933 eingestellt wurde. Bis Ende der 1980er Jahre wurde die Straßenebene abgerissen und die ursprünglich zweigleisige Eisenbahnebene im unteren Bereich führt heute nur noch ein Gleis der BNSF Railway, die Betreiber der Brücke ist. Besonderes Merkmal der integrierten Hubbrücke sind Teleskopeinzüge des Ständerwerks, wodurch die Anhebung der Eisenbahnebene ohne Unterbrechung des Straßenverkehrs möglich war.

## Geschichte

### Erste unvollendete Brücke 1890

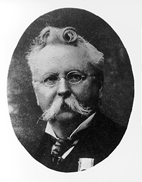
J. A. L. Waddell erstellte zwischen 1887 und 1909 drei Entwürfe der ASB Bridge

Ende des 19. Jahrhunderts wollte der Geschäftsmann Willard E. Winner den an Kansas City grenzenden südlichen Teil des Clay County zu einer Stadt mit Industriegebiet und Wohnvierteln entwickeln. Im Norden war das Stadtgebiet von Kansas City durch den Missouri River begrenzt und obwohl mit der Hannibal Bridge schon 1869 die erste jemals gebaute Eisenbahnbrücke über den Missouri entstand, die zwischen den verkehrenden Zügen auch von Fußgängern und Fuhrwerken benutzt werden konnte, gab es in Kansas City bisher keine Straßenverbindung über den Fluss. Nach der 1887 eröffneten Chouteau Bridge genehmigte der Kongress im selben Jahr den Bau einer weiteren Eisenbahnbrücke in Kansas City, unter der Auflage der möglichen gleichzeitigen Benutzung durch Fahrzeuge und Fußgänger. Für die Konstruktion wurde der Brückenbau-Ingenieur John Alexander Low Waddell engagiert (zum Auftraggeber und ursprünglichen Rechteinhaber am Bauprojekt machen die Dokumente des Historic American Engineering Record unterschiedliche Angaben), der entsprechend den Vorgaben eine hohe eingleisige Eisenbahnbrücke mit äußeren Fahrbahnen für Fahrzeuge und Fußgänger entwarf. Nach der Fertigstellung von neun Brückenpfeilern 1890 musste das Vorhaben allerdings aufgegeben werden, da die weitere Finanzierung mit dem Einsetzen der zweiten Phase der Großen Depression von 1873–1896 scheiterte. Winner erwarb daraufhin mit der Kansas City Bridge and Terminal Railway Company die Kontrolle über die unvollendete Brücke und ließ 1894 von Waddell geänderte Pläne für eine niedrige Brücke mit Hubbrücke erstellen, die aber nie umgesetzt wurden. Mit der Insolvenz von Winners Unternehmungen 1901 verlor er seine Rechte an den Grundstücken im Clay County und an der Brücke, hatte aber mit seinen Plänen den Grundstein zur Entwicklung des späteren North Kansas City gelegt. 1903 erwarb die Union Depot, Bridge, and Terminal Railway Company die Rechte, eine gemeinschaftlich von der Armour & Company, der Swift & Company und der Chicago, Burlington and Quincy Railroad (CB&Q) gegründete Gesellschaft, deren Anteilseigner später Namensgeber der zukünftigen Armour-Swift-Burlington Bridge wurden (kurz ASB Bridge).

### Doppelstockbrücke 1911
Der Ingenieur J. A. L. Waddell wurde 1907 für einen Entwurf zur Fertigstellung von Winners Brücke erneut engagiert, diesmal vom Präsidenten der Union Depot, Bridge, and Terminal Railway Company, F. W. Fratt, der vorübergehend auch Namensgeber der Brücke wurde (Fratt Bridge). Waddell, der zwischenzeitlich die South Halsted Street Lift-Bridge in Chicago errichtet hatte, entwarf aufbauend auf seinen alten Entwürfen eine neue Doppelstockbrücke mit integrierter Hubbrücke. Diese sah zwei Gleise für die CB&Q auf der unteren Ebene sowie zwei Straßenbahngleise im mittleren Bereich der darüberliegenden Ebene und zusätzlich an den Außenseiten je eine Fahrbahn mit abgeschlossenem Fußweg vor. Besonderes Merkmal der Hubbrücke sollten Teleskopeinzüge des Ständerwerks werden, wodurch die Anhebung der Eisenbahnebene ohne Unterbrechung des Straßenverkehrs möglich war. Die alten Brückenpfeiler von 1890 sollten dafür gekürzt und bis auf einige Ausnahmen in die neue Brücke integriert werden. Da sein damaliges Ingenieurbüro Waddell & Harrington die Auftraggeber nicht vollends von der Realisierbarkeit der Hubbrücke überzeugen konnte, ließ er ein elektrisch betriebenes detailgetreues Holzmodell erstellen, und nach einer weiteren Begutachtung der Pläne durch eine Expertenkommission wurde im August 1909 mit der Errichtung der Fachwerkbrücke begonnen. Die Bauarbeiten konnten bis Ende 1911 abgeschlossen werden und am 28. Dezember 1911 erfolgte die offizielle Eröffnung. Die Kansas City, Clay County and St. Joseph Interurban Railway nahm 1913 den Betrieb einer Straßenbahnverbindung über die Brücke nach North Kansas City auf, die bis 1933 bestand; die Straßenbahngleise wurden 1948 im Rahmen einer Erneuerung der Straßenebene entfernt. Die Benutzung der Straßenbrücke war bis zur Übernahme der ASB Bridge durch das State Highway Department von Missouri 1927 mautpflichtig.

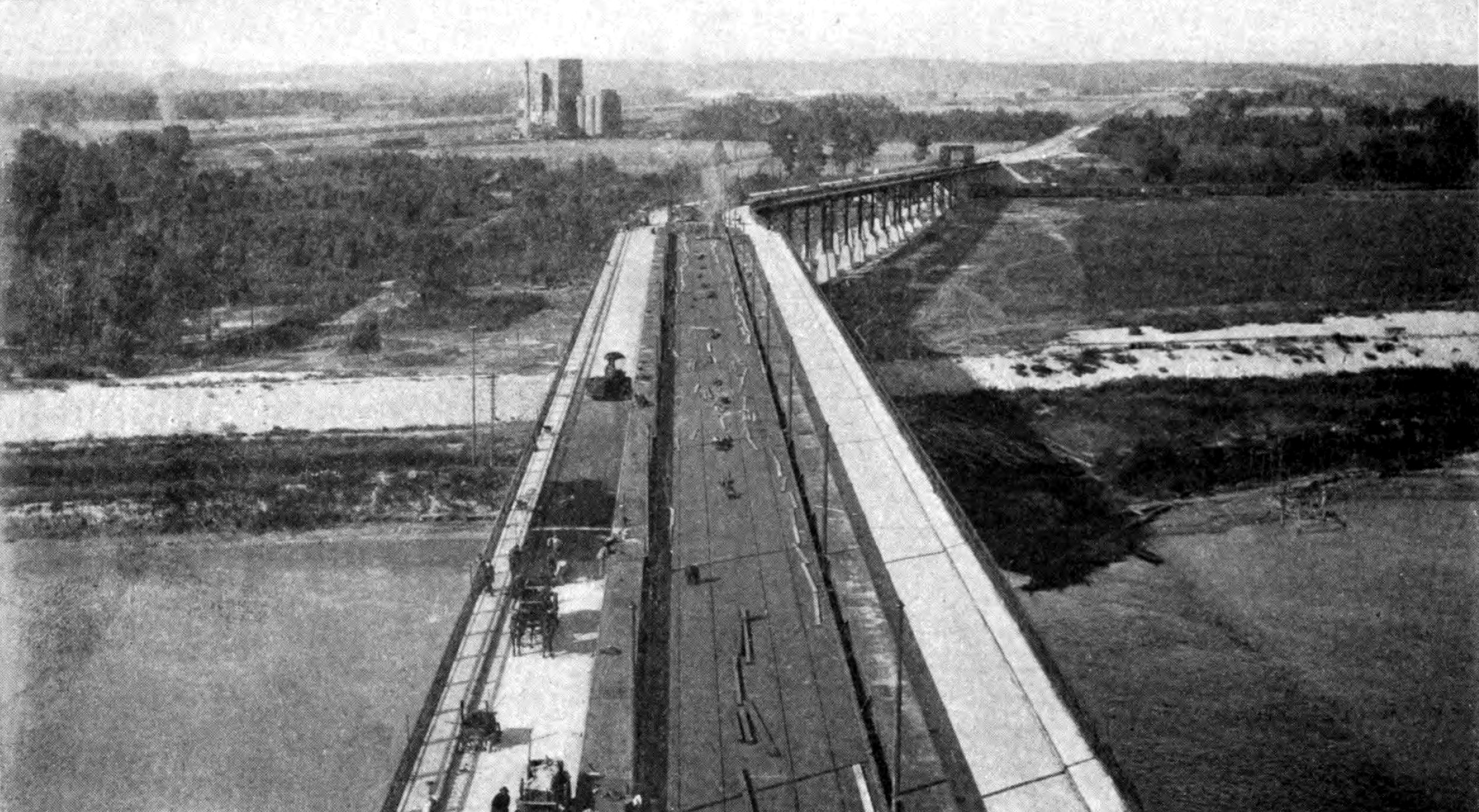
Straßenebene 1912, Straßenbahngleise in der Mitte zw. 1913–1933 genutzt, 1948 entfernt
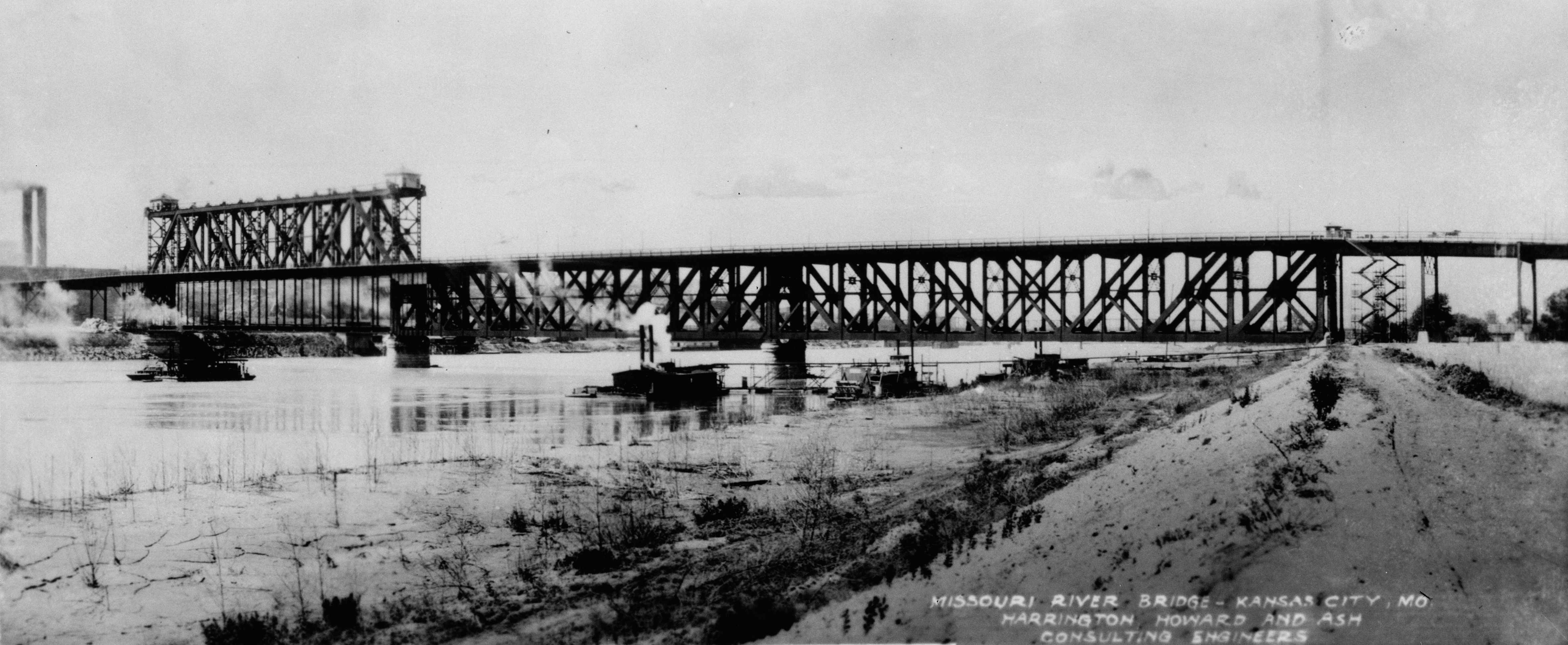
Die ASB Bridge kurz nach ihrer Fertigstellung Anfang 1912 (Blick nach Westen; links Kansas City, rechts North Kansas City)
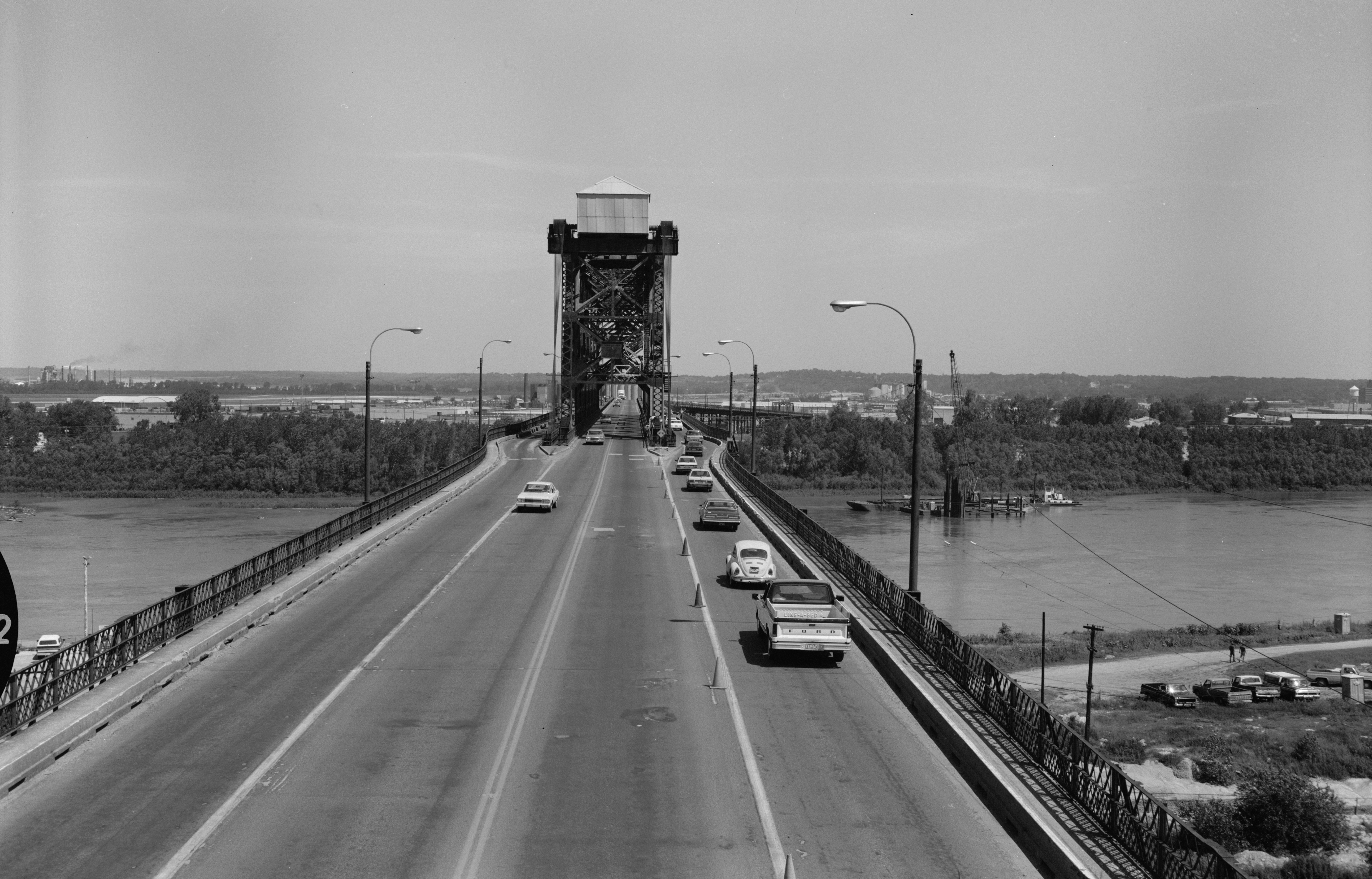
Vierspurige Straßenebene 1981 (Blick nach Norden)

### Heutige Eisenbahnbrücke 1987
Der schlechte Zustand der vierspurigen Brücke und das stetig steigende Verkehrsaufkommen führten Ende der 1970er Jahre zu Plänen für die Errichtung einer neuen separaten Straßenbrücke. Das damalige Missouri Highway and Transportation Department vereinbarte 1980 mit der Burlington Northern Railroad, in der die CB&Q 1970 aufgegangen war, die Übernahme der Brücke nach einer Überholung und dem Rückbau der Straßenebene einschließlich der Zufahrten. Die Einstellung des Straßenverkehrs und der Rückbau erfolgten mit der Eröffnung der benachbarten Heart of America Bridge 1987, die heute fünfspurig ist und einen breiten abgegrenzten Rad- und Fußweg besitzt.
Die Burlington Northern Railroad fusionierte 1995 zur BNSF Railway, die heute noch ein Gleis über die Brücke betreibt. Die BNSF hat in der Metropolregion Kansas City mit dem Murray Yard (North Kansas City) und dem Argentine Yard (Kansas City, Kansas) zwei große Güter- und Rangierbahnhöfe, die unter anderem durch Gleise über die ASB Bridge und die flussaufwärts folgende Hannibal Bridge von 1917 verbunden sind. 1996 wurde die ASB Bridge von der American Society of Civil Engineers (ASCE) in die Liste der historischen Meilensteine der Ingenieurbaukunst aufgenommen.

## Beschreibung

### Gesamtüberblick

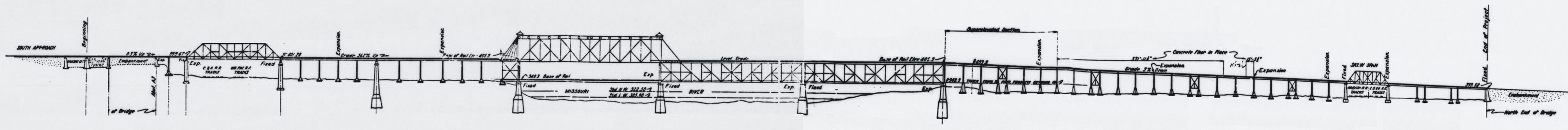
Schematische Zeichnung der ASB Bridge von 1927 (HAER MO-2). Die obere Straßenebene wurde Ende der 1980er Jahre zurückgebaut und nur die drei mittleren Fachwerkträger über den Missouri einschließlich der Hubbrücke werden noch für den Schienenverkehr durch die BNSF Railway genutzt; links Kansas City (Missouri) und rechts North Kansas City, Angaben in Fuß (′) und Zoll (″), aus Darstellungsgründen ist der Längenmaßstab für verschiedene Abschnitte der Brücke leicht unterschiedlich.

Bis zum Rückbau der Straßenebene 1987 war die ASB Bridge eine Doppelstockbrücke, bestehend aus der heute noch genutzten Hauptbrücke über den Missouri und den beidseitigen Zufahrten zur Straßenebene. Die Hauptbrücke ist aus drei Fachwerkträgern aufgebaut, mit einer integrierten Hubbrücke auf der Südseite in Richtung Kansas City. Die untere 391 m lange Eisenbahnebene ist für zwei Eisenbahngleise ausgelegt, führt heute aber nur noch eins. Die obere Straßenebene hatte eine Gesamtlänge von 1244 m und war auf beiden Seiten der Hauptbrücke aus Trestle-Brücken aufgebaut, mit je einem zusätzlichen Fachwerkträger pro Seite über dort verlaufende Eisenbahngleise, und machte auf der Nordseite in Richtung North Kansas City eine leichte Rechtskurve.

### Straßenebene 1911 bis 1987

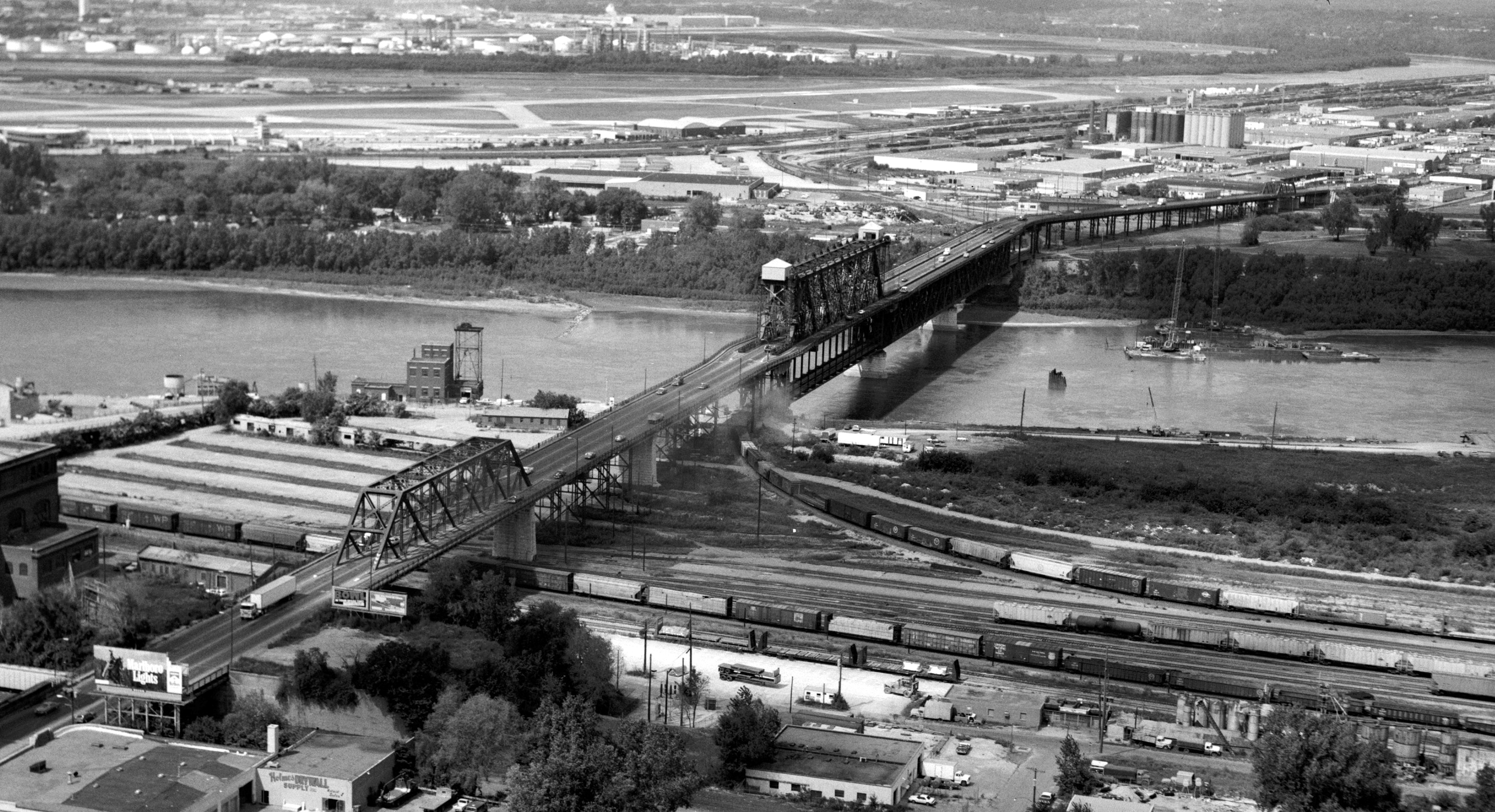
Die kombinierte Eisenbahn- und Straßenbrücke 1981, obere Straßenebene ab 1987 zurückgebaut (Blick nach NW, oben der KC Municipal Airport)

Die Südzufahrt der Straßenebene bestand vom Widerlager beginnend (in der obigen Zeichnung von links) aus zwei Balkenträgern von zusammen 28 m, gefolgt von einem 87 m langen parallelgurtigen Fachwerkträger mit untenliegender Fahrbahn, an den sich elf Balkenträger mit einer Gesamtlänge von 218 m zur Hauptbrücke anschlossen. Die Stahlträger ruhten hier auf drei der ursprünglichen gemauerten Steinpfeiler von 1890 und weiteren zehn Stahlpfeilern mit Betonfundament. Nach der 391 m langen Hauptbrücke folgten für die Nordzufahrt 25 Balkenträger von insgesamt 425 m Länge, ein 39 m langer parallelgurtiger Fachwerkträger mit untenliegender Fahrbahn sowie fünf Balkenträger mit einer Gesamtlänge von 53 m zum Widerlager. Mit Ausnahme des Fachwerkträgers wurde die nördliche Trestle-Brücke von über 20 Stahlpfeilern getragen, das Gefälle der Fahrbahn betrug etwa 3 Prozent. Über die gesamte Länge der Brücke verliefen zwei Spuren der 7,3 m breiten mittleren Fahrbahn direkt auf den Balken- und Fachwerkträgern, in die bis zum Ende der 1940er Jahre auch zwei Straßenbahngleise integriert waren; die Fahrbahn bestand hier ursprünglich aus Holzplanken und wurde später durch eine Stahlbetonschicht ersetzt. Je eine weitere etwa 4 m breite Fahrbahn mit abgesetztem Fußweg verlief auf 6,8 m langen Auslegern an den Außenseiten, die schon seit der Eröffnung 1911 aus Stahlbeton bestanden. Bedingt durch die über einen Meter breiten Gurte der Fachwerkträger, versetzte sich die Fahrbahn beim Übergang von den Balken- zu den Fachwerkträgern nach außen.

### Eisenbahnebene und Hubbrücke

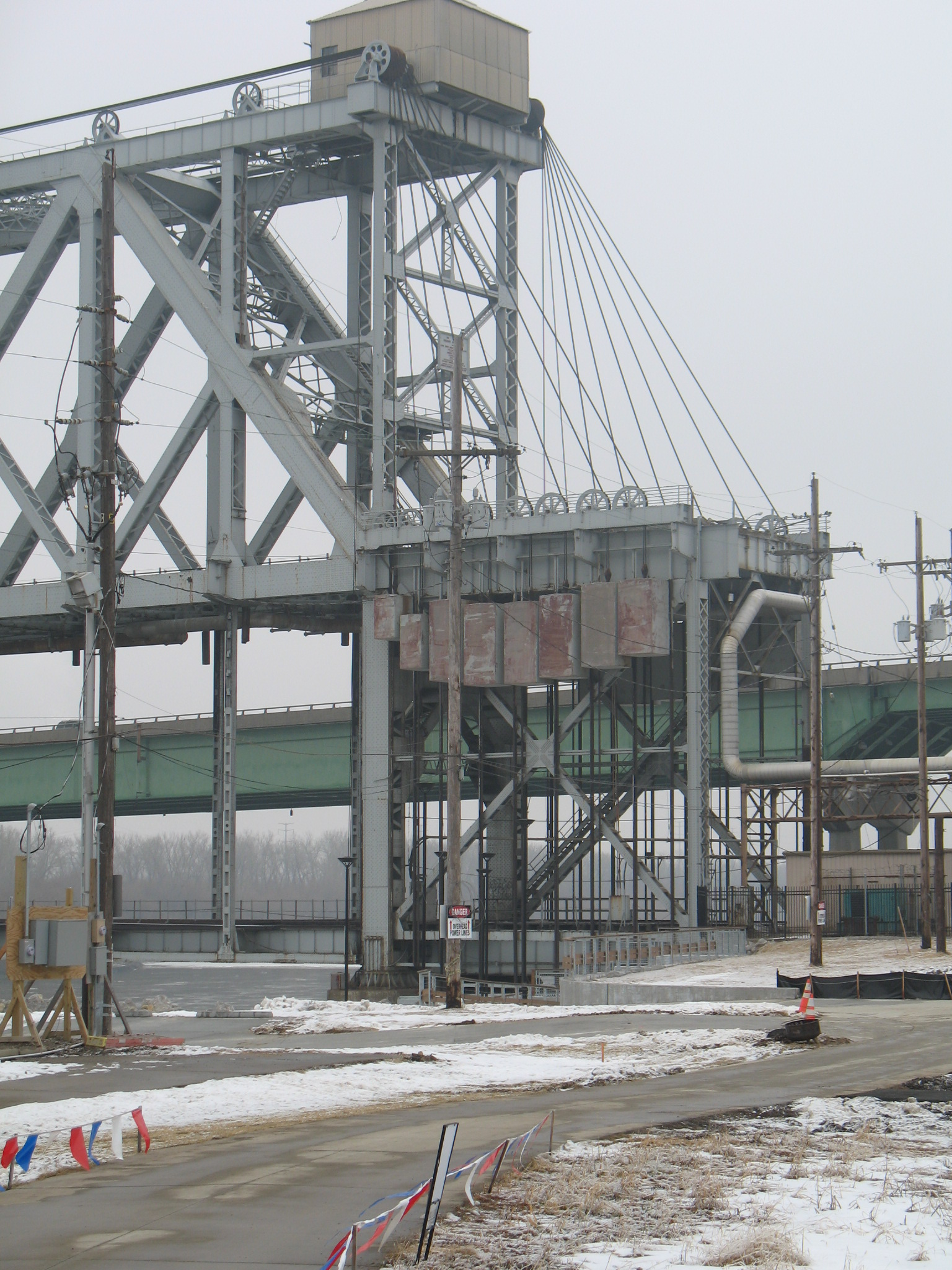
Seilzugsystem mit den Gegengewichten, oben eines der beiden Betriebshäuser

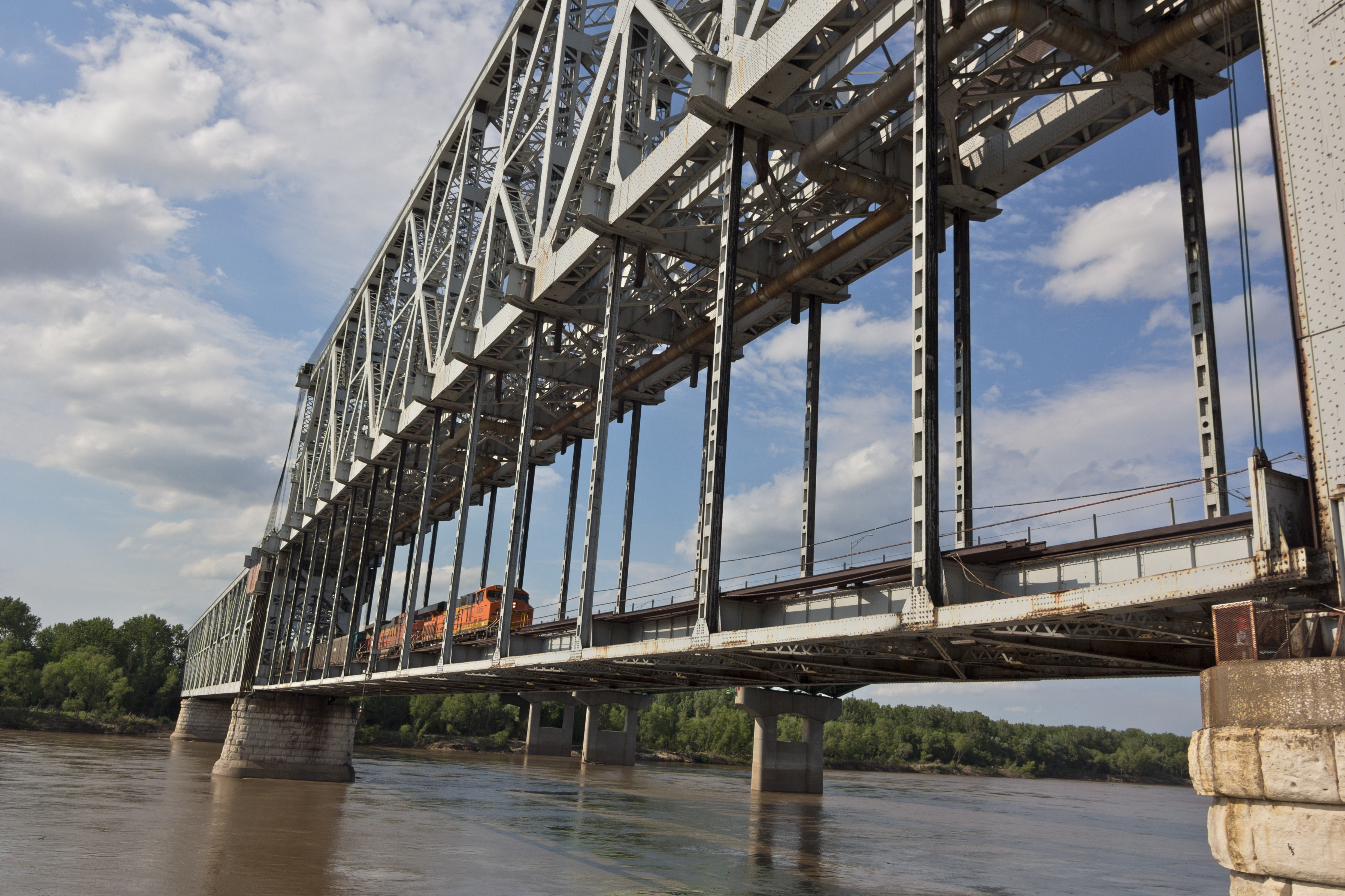
BNSF-Güterzug bei der Einfahrt in die untere Ebene der Hubbrücke 2013; Reste der ehemaligen Kragträger für die Straßenebene sind im oberen Bereich noch erkennbar

Die Eisenbahnebene verläuft nur über die Hauptbrücke. Diese besteht aus drei etwa 130 m langen parallelgurtigen Fachwerkträgern, ausgeführt als Ständerfachwerk mit für Eisenbahnbrücken der damaligen Zeit üblichen zusätzlichen Pfosten und zusätzlichen Längs- und Querverstrebungen im unteren Bereich, wodurch die Fachwerkfelder nochmals unterteilt und verstärkt werden (Baltimore truss). Die beiden nördlichen Träger führen die Gleisebene in Höhe der Untergurte. Der sich daran anschließende Träger mit Hubbrücke ist in der Höhe um etwa 18 m so versetzt, dass seine Untergurte in Höhe der Obergurte der beiden anderen Träger liegen. Die Gleisebene der Hubbrücke befindet sich unterhalb der Untergurte – die hier einen Querschnitt von 1,5 m × 1,3 m haben – und kann durch eine spezielle Teleskopschienenführung in den Pfosten des Fachwerkträgers bis auf Höhe der Untergurte der nördlichen Träger abgesenkt werden. Bei vollständigem Einzug der 26 Hänger (Querschnitt etwa 40 cm × 40 cm) beträgt die lichte Höhe unterhalb der Brücke bei Hochwasser rund 20 m. Die drei Fachwerkträger ruhen auf vier der ursprünglichen Steinpfeiler von 1890, die damals im Flussbett mittels Senkkästen bis zum Grundgestein in etwa 15 m Tiefe abgesenkt und später eingekürzt wurden. Das Gewicht des Stahl-Überbaus beträgt rund 11.700 t, wobei etwa je 3650 t auf die nördlichen Fachwerkträger entfallen und 4400 t auf die Hubbrücke einschließlich der Stahlkomponenten des Antriebssystems.
Die Bewegung der Hubbrücke wird durch ein Seilzugsystem realisiert. Die Hänger und Enden der Gleisebene sind dazu durch Stahlseile über eine Vielzahl von Umlenkrollen mit 4×8 Beton-Gegengewichten an den Außenseiten der Stahlkonstruktion verbunden. Die Stahlseile laufen an den Enden der Obergurte zusammen und werden hier über je zwei äußere Wellräder geleitet, die mit einem Elektromotor verbunden sind. Bewegt werden die Seilzüge nur durch die hier vorherrschende Reibung zwischen den Wellrädern und Seilen, wozu der bewegliche Teil (Gewicht ca. 730 t) mit seinen Gegengewichten ausbalanciert ist. Die ebenfalls über ein Seilzugsystem gekoppelten Motoren befinden sich in den jeweiligen Betriebshäusern auf den Fachwerkträgern und sind so dimensioniert, dass bei Ausfall eines Motors die Hubbrücke durch den jeweiligen anderen eigenständig betrieben werden kann. Mit einem beweglichen Träger von rund 130 m Länge zählt sie zu den größten Hubbrücken der Welt.

### Verwendung des Designs für andere Hubbrücken
Waddell benutzte das Hubbrückendesign mit Teleskopeinzügen auch für die 1912 fertiggestellte Steel Bridge über den Willamette River in Portland, wobei er hier zusätzlich den gesamten Fachwerkträger als Hubbrücke auslegte, wodurch auch die Passage von sehr großen Schiffen möglich ist; der obere Straßenverkehr muss dann allerdings unterbrochen werden. Zwei weitere Brücken, die das Design von Waddell adaptierten, entstanden nach dem Zweiten Weltkrieg mit der Krjukiw-Brücke (1949) und der Amurbrücke (1955) über den Dnepr in der heutigen Ukraine. Zudem wurde es für die Giurgiu-Russe-Freundschaftsbrücke (1954) über die Donau zwischen Rumänien und Bulgarien verwendet.

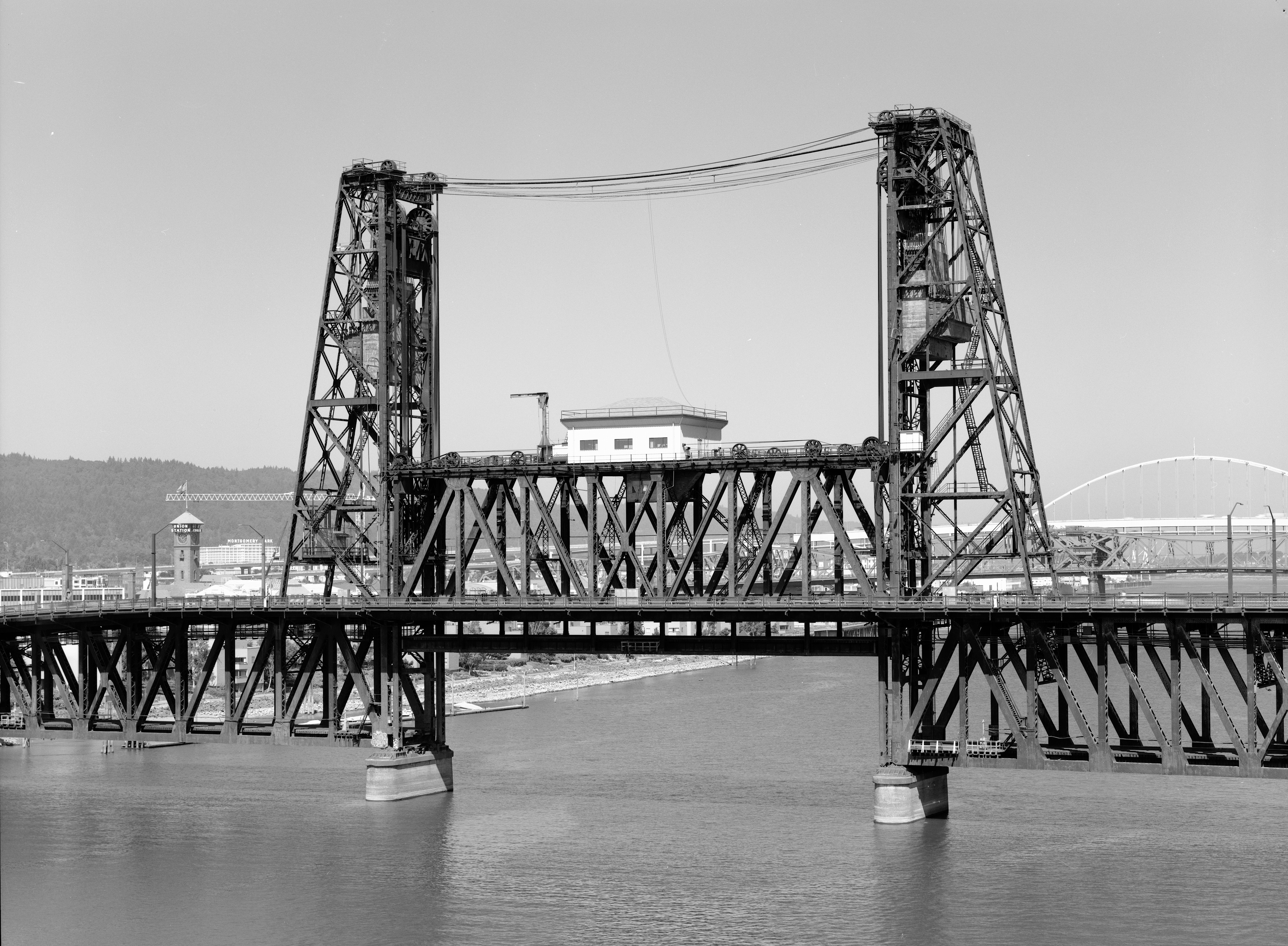
Steel Bridge (1912) in Portland, untere Eisenbahnebene gehoben
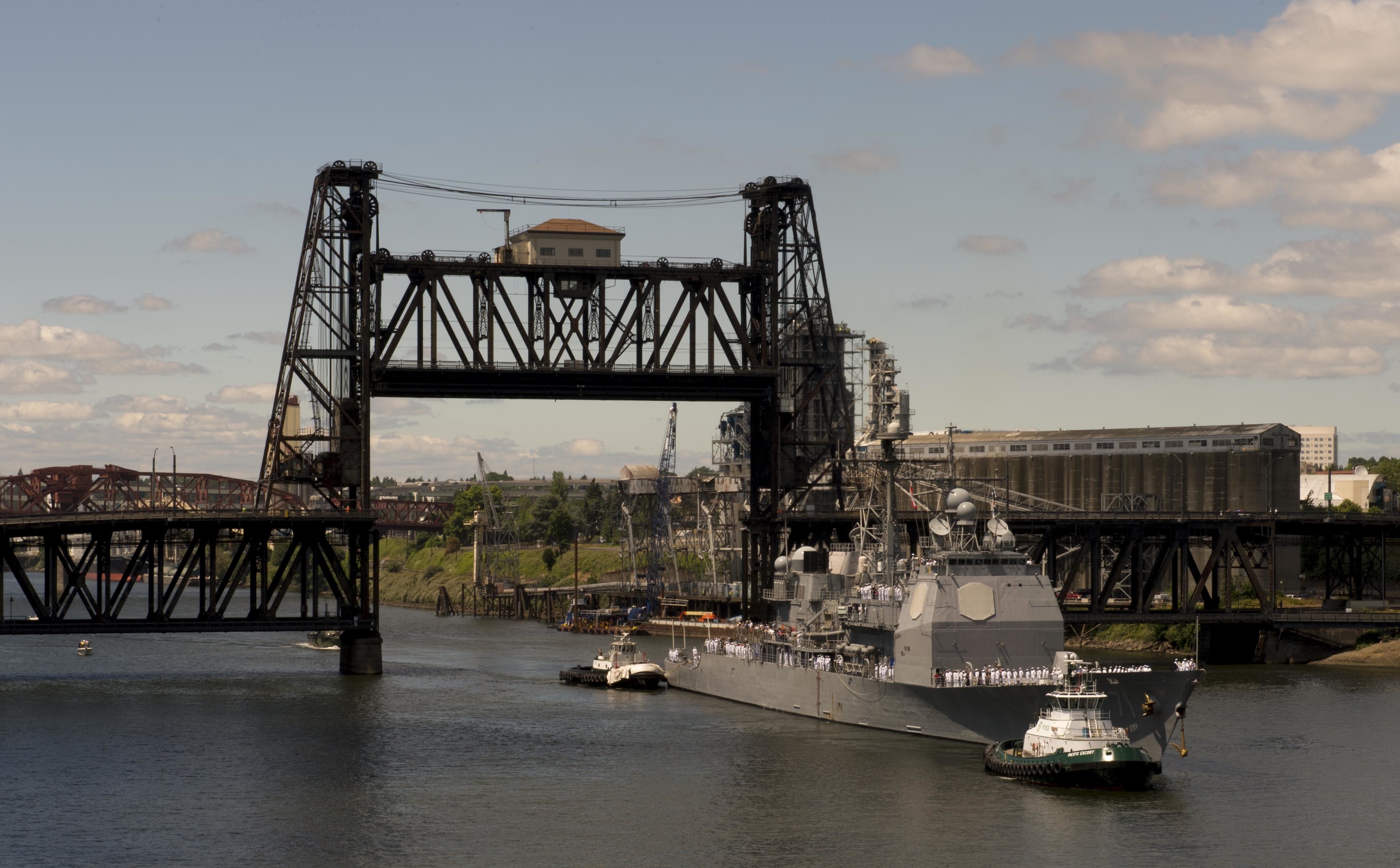
Steel Bridge in Portland (1912), gesamter Fachwerkträger gehoben
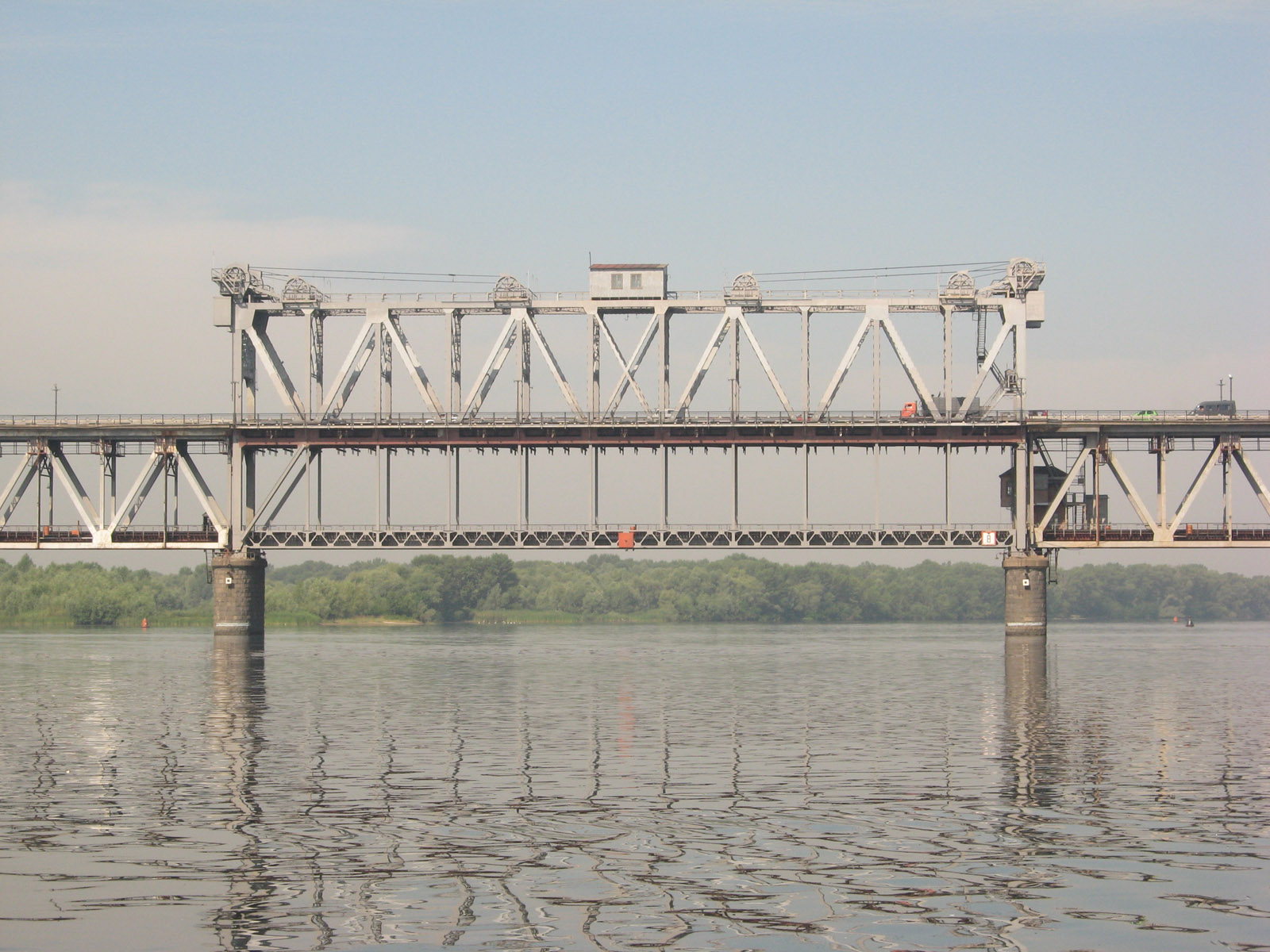
Krjukiw-Brücke in Krementschuk (1949), nur untere Ebene hebbar
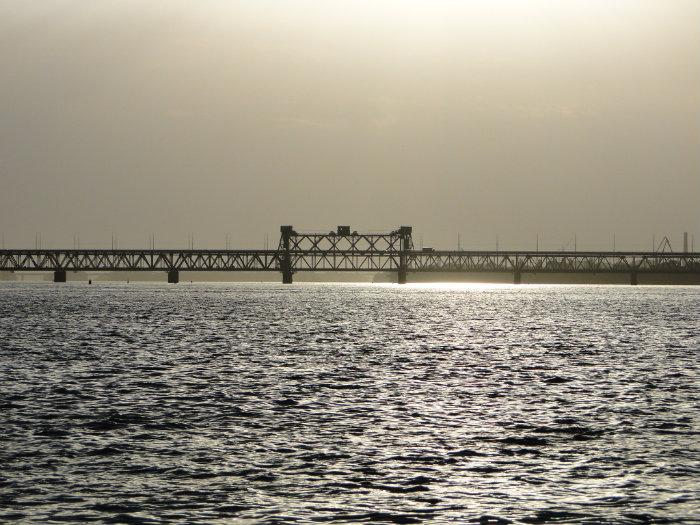
Amurbrücke in Dnipro (1955), nur untere Ebene hebbar
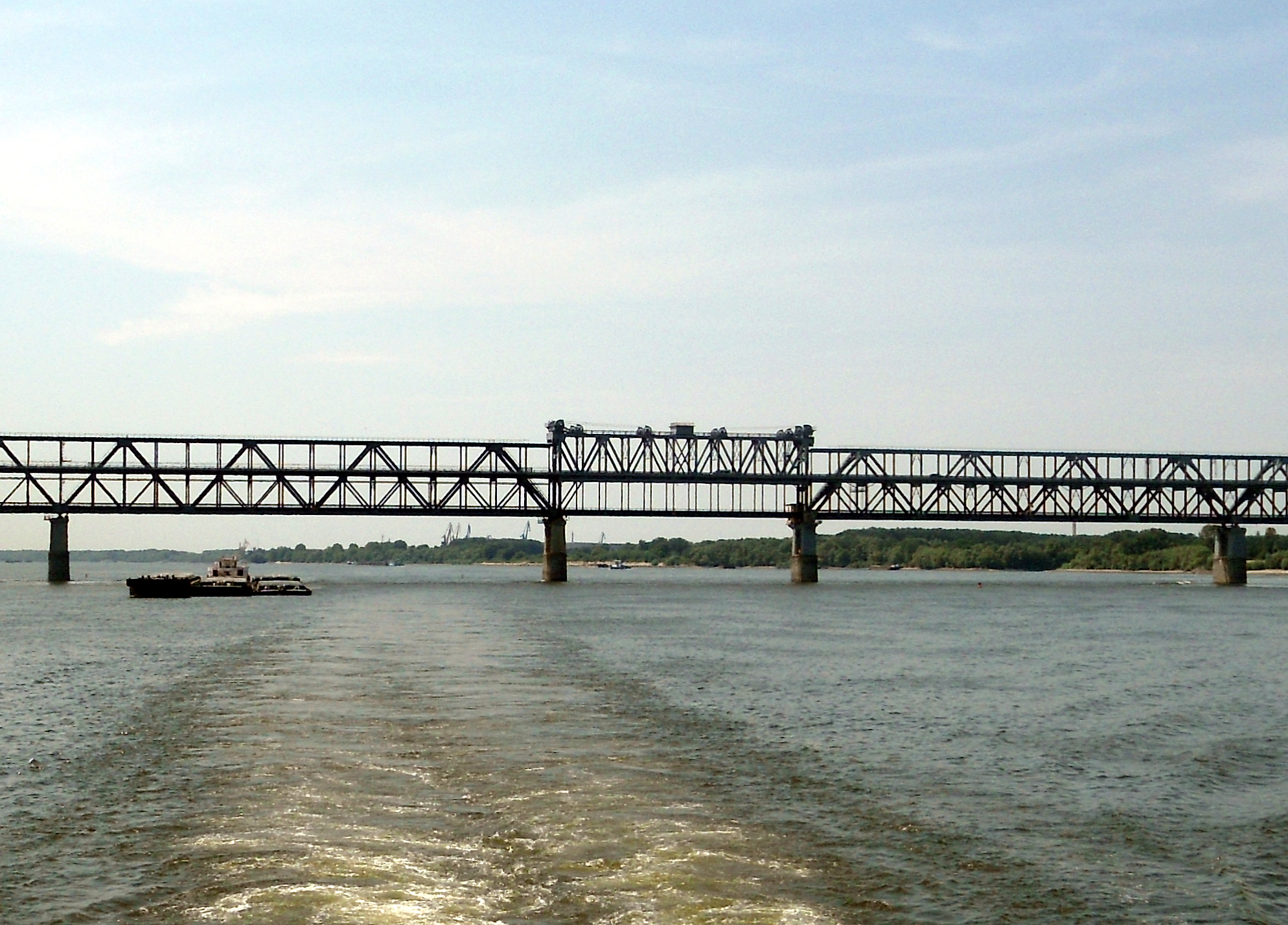
Giurgiu-Russe-Freundschaftsbrücke (1954), nur untere Ebene hebbar